# فواز بن محمد آل خليفة
الشيخ فواز بن محمد آل خليفة ( 1965)، وزير بحريني. رئيس هيئة شئوون الإعلام بدرجة وزير من مواليد 1965م.

## المؤهلات العلمية
• حصل على شهادة الثانوية العامة (الدبلوما الأمريكية) من مدرسة البحرين الدولية عام 1983م.
• حصل على شهادة البكالوريوس في القانون وعلم الاجتماع من الجامعة الأمريكية في واشنطن بالولايات المتحدة الأمريكية عام 1988م.
• نال درجة الماجستير في الإدارة العامة من جامعة سوثرن كاليفورنيا (USC) في لوس أنجلوس بالولايات المتحدة الأمريكية عام 1990م.
• حصل على دبلوم الدراسات العسكرية من الكلية الملكية (سانت هرست) بالمملكة المتحدة عام 1994م.
• نال شهادة برنامج الخليج للتنمية الإدارية والقيادة الإستراتيجية من جامعة كولومبيا الأمريكية عام 1997م.
• نال شهادة CLS في الإدارة المتقدمة من كندا عام 1999م.

## الخبرات العملية
• التحق بالعمل في السلك الحكومي بديوان الخدمة المدنية عام 1990م، ثم انتقل بعدها إلى الهيئة العامة لصندوق التقاعد عام 1992م.
• عين مديراً لإدارة الاستثمار بالهيئة العامة لصندوق التقاعد عام 1995م بقرار صادر عن سمو رئيس الوزراء.
• عين نائباً لرئيس مجلس الإدارة ورئيس اللجنة التنفيذية في شركة البحرين للأوراق المالية والاستثمار.
• عين نائباً لرئيس مجلس الإدارة ورئيس اللجنة التنفيذية في شركة البحرين لسحب الألمنيوم (بلكسكو).
• عين رئيساً لمجلس إدارة نادي الهلال (الوحدة سابقاً والنجمة حالياَ) خلال الفترة 1992-1997م.
• عين رئيساً لمجلس إدارة الاتحاد البحريني للسيارات خلال الفترة 1999-2000م.
• عين رئيساً فخرياً لنادي الهلال (الوحدة سابقاً والنجمة حالياً) خلال الفترة 1997-2000م.
• صدر المرسوم الأميري رقم (15) لسنة 2000م بتعيينه رئيساً للمؤسسة العامة للشباب والرياضة بدرجة وزير بتاريخ 14 مايو 2000م.
• أوكلت إليه رئاسة اللجنة الوطنية للطفولة حسب القرار الوزاري رقم (15) لسنة 1999م واستمر في رئاستها إلى العام 2007م بعد أن انتقلت تبعية قطاع الطفولة من المؤسسة العامة للشباب والرياضة إلى وزارة التنمية الاجتماعية.
• صدر القرار الوزاري رقم (13) لسنة 2000م بتعيينه عضواً بمجلس إدارة الهيئة العامة لصندوق التقاعد بتاريخ 20 يونيو 2000م.
• صدر المرسوم الملكي رقم (27) لسنة 2000م بتعيينه عضواً بمجلس أمناء جامعة البحرين.
• أسس وترأس مجلس إدارة جمعية الموهبة والإبداع البحرينية منذ إشهارها في 7 أكتوبر 2001م.
• عين عضواً بالمجلس الأعلى للشباب والرياضة منذ رئاسته للمؤسسة العامة للشباب والرياضة، واستمر في عضوية المجلس خلال قرارات تشكيل المجلس اللاحقة.
• صدر القرار الوزاري رقم (20) لسنة 2003م بتعيينه رئيساً لمجلس إدارة شركة البحرين لحلبة سباق السيارات بتاريخ 2 أبريل 2003م .
• انتخب نائباً لرئيس اللجنة الدولية الحكومية للرياضة والنشاط البدني المنبثقة عن منظمة الأمم المتحدة للتربية والثقافة والعلوم (اليونسكو) ورئيساً للمنطقة العربية في يناير 2006م.
• صدر المرسوم الملكي لسنة 2010 بتاريخ 8 يوليو 2010 بتعيينه رئيسا لهيئة شؤون الإعلام بدرجة وزير.

## الأوسمة والشهادات التقديرية
• أنعم جلالة الملك المفدى عليه بوسام الشيخ عيسى بن سلمان آل خليفة من الدرجة الأولى في العام 2000م وهو أعلى وسام يمنح في المملكة.
• أنعم جلالة الملك المفدى عليه بوسام البحرين من الدرجة الأولى في العام 2004م بمناسبة افتتاح حلبة البحرين الدولية.
• نال العديد من الشهادات والأوسمة التقديرية الدولية من قبل الاتحادات الرياضية الخليجية والعربية والآسيوية والدولية وعدد من الهيئات الشبابية والرياضية واللجان الدولية.